# Memecylon campanulatum
Memecylon campanulatum är en tvåhjärtbladig växtart som beskrevs av Charles Baron Clarke. Memecylon campanulatum ingår i släktet Memecylon och familjen Melastomataceae. Inga underarter finns listade i Catalogue of Life.